# R/S Jákup Sverri
R/S Jákup Sverri är ett färöiskt statligt forskningsfartyg, som drivs av det färöiska havsforskningsinstitutet Havstovan. Fartyget är döpt efter biologen Jákup Sverri Joensen, som tidigare varit chef för Havstovan.
Jákup Sverris skrov byggdes på Western Baltija Shipyard i Klaipeda i Litauen och hon byggdes färdig på P/F MEST i Skála i Färöarna.
Jákup Sverri är Färöarnas fjärde forskningsfartyg i ordningen. Det första var Ternan och det andra Jens Christian Svabo, som användes 1964–1981. Det tredje var det 45,5 meter långa Magnus Heinason från 1978, som togs i drift 1978. 
Jákup Sverri är det första färöiska forskningsfartyget som är specialbyggt för sitt ändamål. Hon kom i tjänst 2020.